# 제프 세션스
제퍼슨 보러가드 "제프" 세션스 3세(영어: Jefferson Beauregard Sessions III, 1946년 12월 24일 ~ )는 미국 공화당 소속의 정치인이다.
세션스는 1981년부터 1993년까지 세션스는 앨라배마주 남부 지역의 미국 변호사를 지냈다. 1986년 로널드 레이건 대통령은 세션스를 앨라배마주 남부 지방법원의 판사직에 지명했다. 세션스 장관이 부인한 미 상원 법사위 증언에서 그에게 인종차별 의혹이 제기되자 위원회는 그의 지명을 상원 원내로 앞당기는 데 반대표를 던졌고, 이후 지명은 철회됐다. 세션스는 1994년 앨라배마주 법무장관에 선출되었다. 1996년 미국 상원의원에 당선되었으며, 2002년, 2008년, 2014년에 재선되었다. 상원 재임 기간 동안 세션스는 가장 보수적인 상원의원 중 한 명으로 여겨졌다. 그의 상원 표결 기록에는 포괄적 이민개혁 반대표(2006년), 2008년 은행 구제금융, 2009년 미국회생 및 재투자법(2009년), 경제적 보호법(2009년), 형사사법개혁(2015년) 등이 포함되어 있다.
세션스 장관은 2016년 도널드 트럼프 대통령 선거캠프의 초기 지지자였으며, 트럼프에 의해 미국 법무장관 후보로 지명되었다. 2017년 2월 법무장관에 취임하였다. 세션스 장관은 인사청문회에서 2016년 대선 당시 러시아 측 인사들과 접촉한 사실이 없고, 트럼프 선거운동원과 러시아 측 인사들 간의 접촉도 전혀 몰랐다고 선서했다. 그러나 2017년 3월 뉴스 보도에 따르면 세션스는 2016년 세르게이 키슬랴크 러시아 대사와 두 차례 만났다고 한다. 세션스 장관은 이후 2016년 미국 선거에서 러시아의 간섭에 대한 조사를 철회했다. 법무장관으로서 세션스는 그의 전임자 중 한 명인 에릭 홀더가 발행한 메모를 폐기했다. 그는 마약 범죄에 대한 강제 선고를 피함으로써 대량 투옥을 억제하기 위해 노력했다. 그는 연방 검사들에게 가능한 한 최대한의 범죄 혐의를 모색하기 시작하라고 지시했다. 불법 이민에 대한 확고한 반대자인 세션스는 성역 도시에 대해 강경 노선을 채택하고 기자들에게 연방 이민 정책을 준수하지 않는 도시는 연방 재정 지원을 잃게 될 것이라고 말했다. 트럼프 행정부 가족 분리 정책 시행에도 핵심 역할을 했다. 트럼프는 도시들의 자금 지원을 취소하는 행정명령을 내렸지만, 이 명령은 연방법원에 의해 뒤집혔다. 세션스는 또한 의료용 마리화나 제공자들에 대한 법무부의 기소를 지지했다.
2018년 11월 7일, 세션스는 러시아 선거 개입 관련 수사에서 물러난 트럼프 대통령과 수개월 동안 공개·사적 갈등을 빚어온 트럼프 대통령의 요청에 따라 사임서를 제출했다. 세션스는 2020년 앨라배마주 상원의원 선거에 출마해 옛 자리를 되찾았지만 공화당 경선에서 트럼프 대통령의 지지를 받은 토미 투버빌에게 패배했다.

## 같이 보기
- 2016년 미국 대통령 선거에 대한 러시아의 개입

## 역대 선거 결과
| 선거명      | 직책명                    | 대수  | 정당   | 득표율 | 득표수      | 결과 | 당락                     |
| ----------- | ------------------------- | ----- | ------ | ------ | ----------- | ---- | ------------------------ |
| 1994년 선거 | 앨라배마 법무장관         | 44대  | 공화당 | 56.90% | 666,910표   | 1위  | 앨라배마주 법무장관 당선 |
| 1996년 선거 | 상원의원 (앨라배마 제2부) | 105대 | 공화당 | 52.45% | 786,436표   | 1위  | 앨라배마주 상원의원 당선 |
| 2002년 선거 | 상원의원 (앨라배마 제2부) | 108대 | 공화당 | 58.58% | 792,561표   | 1위  | 앨라배마주 상원의원 당선 |
| 2008년 선거 | 상원의원 (앨라배마 제2부) | 111대 | 공화당 | 63.36% | 1,305,383표 | 1위  | 앨라배마주 상원의원 당선 |
| 2014년 선거 | 상원의원 (앨라배마 제2부) | 114대 | 공화당 | 97.25% | 795,606표   | 1위  | 앨라배마주 상원의원 당선 |